# 霍恩费尔德 (梅克伦堡-前波美拉尼亚州)
霍恩费尔德（德語：Hohenfelde）是德国梅克伦堡-前波美拉尼亚州的市镇，隶属于罗斯托克县。总面积为9.45平方千米，截至2020年总人口为779人。